# 소련의 경제
소련의 경제는 공산주의늘 지향하는 중앙집권식 계획경제였으며, 마르크스-레닌주의 이론에 따라 모든 생산수단을 국유화하고 집단 농장을 운영하였다. 소련의 경제는 국가의 주기적인 통제로 낮은 실업률, 경제적 안정성, 저물가, 높은 직업안정성을 보였으나, 지하자원 의존도가 높고 외국과의 무역은 부족하였다.

## 개요
소련은 세계 2위의 경제 대국이었다. 1980년대 말 고르바초프가 시장 경제를 받아들이기 이전까지 소련의 경제는 정부의 통제를 받는 계획 경제였다. 소련의 경제는 고스플란이 통제하였다. 농민들은 콜호스에서 일을 했다.
1920년대 계획 경제의 문제점이 크게 부각되자, 레닌이 부분적으로 시장요소를 도입하여 "신경제정책"을 실시하였다. 소련은 1930년대 스탈린이 추진한 5개년 계획이 성공하면서 거대한 경제 발전을 이룩했다. 1930년대에 대공황으로 자본주의 국가들은 심각한 불황에 시달렸지만 소련은 대공황의 영향을 받지 않았고 아주 높은 경제 성장률을 기록하여 1938년에는 세계 2위의 경제 대국이 되었다.
제2차 세계 대전 종전 이후에도 소련의 경제는 크게 발전했다. 소련은 1950년대에도 아주 높은 경제 성장률을 기록했고 1960년대까지 소련은 높은 경제 성장률을 기록했지만 1970년대부터 소련의 경제는 침체되기 시작했다. 소련 말기 경제 침체는 계획 경제의 비효율성으로 인한 것이었다. 경제 침체가 언제부터 시작되었는지는 논쟁의 여지가 있으나, 대개 1970년대 초로 생각되고 있다.
1986년 서기장 미하일 고르바초프(소련의 마지막 서기장이자 소련의 초대 대통령)는 관료적 비효율이 날로 커지는 것을 보고 시장 경제를 받아들였다. 미하일 고르바초프가 권력을 잡은 뒤, 경제적 자유화가 계속되어 소련의 경제는 시장지향적 사회주의 경제로 이행했으나, 시장 경제 개혁은 오히려 소련 경제에 악영향을 줬다. 하지만 미하일 고르바초프는 오히려 1989년, 급진적인 자본주의 경제 정책을 시행했으며, 결과적으로 이 모든 것이 복합적으로 작용한 결과 1991년 소련은 붕괴했다.
국가 전체의 경제 방침은 1928년부터 시작된 일련의 5개년 계획들로 결정되었다. 소련은 농업 국가에서 산업 강국으로 탈바꿈했다. 소련의 신속한 변화 능력(미국 국가안전보장회의는 이것을 두고 “후진국을 신속하게 근대화와 산업화의 위기를 거치게 할 수 있는 검증된 능력”이라고 했다)은 아시아의 개발도상국들의 지식인들이 공산주의에 매력을 느끼게 만들었다. 특히 제1차에서 제3차에 이르는 5개년 계획(1928년 ~ 1940년)이 서방의 대공황 시기와 거의 일치했기 때문에 이런 기대는 더욱 심화되었다. 독소전쟁 발발 당시에도 소련인들의 삶의 수준은 높지 않았다는 주장도 있지만, 스탈린 시대부터 브레즈네프 시대 초기까지 소련은 고도성장을 하였다. 1950년 당시 GDP 수준은(단위: 1십억 1990년 달러) 소련이 510 (100%), 일본이 161 (100%), 미국이 1465 (100%)였다. 1965년이 되면 수치는 다시 소련, 일본, 미국이 각각 1011 (198%), 587 (365%), 그리고 2607 (179%)였다. 주요 산업 생산품은 석유, 철강, 자동차, 항공우주, 통신, 화학, 전자, 식품가공, 벌목, 채광, 방위산업 등이었다.
1980년대 소련은 매년 220만 대의 자동차를 생산했는데, 소련의 자동차 생산량은 세계 5위였고 승용차 생산량은 세계 9위, 트럭 생산량은 세계 3위, 버스 생산량은 세계 1위였다.

### 역사
소련 경제사는 크게 다섯 갈래로 구분된다고 알려져있으나 1989년, 몰타 회담 이후 소련은 1986년에 시행되었던 페레스트로이카 경제 정책에 비해 훨씬 급진적인 자본주의 정책을 받아들임으로 사실상 1989년에 새로운 경제 체제로 전환이 시작되었다고 평가할 수 있다. 따라서 여섯 갈래로 구분될 수 있다.

#### 초기(1918년 ~ 1921년)
러시아 공화국이 10월 혁명으로 붕괴하고난 후인 1917년 말기에서 혁명이 끝나는 1921년까지 소비에트 러시아의 경제 사정은 매우 열악했다. 러시아 제국 시절 당시의 1차 대전 여파, 케렌스키 임시정부 시절에는 각종 혼란스러운 정치 투쟁과 끝나지 않은 전쟁의 부정적인 효과, 혁명 이후 러시아 내에 잔존한 반동주의자들과의 내전(러시아 내전) 등과 기존에 발달하지 못한 러시아의 산업 시스템, 동시에 문맹률과 빈곤율은 매우 높았으며, 도시화는 18%에 불과했다. 이 당시 소비에트 러시아 정부는 곧바로 시작된 내전에 전시공산주의라는 체제를 선포했는데, 이는 기존에 볼셰비키 공동체에서 행했던 계획 경제 정책을 더욱 급진적으로 실행하자는 취지에서 비롯되었다. 블라디미르 레닌은 내전 중에 체제 결속력과 더불어, 경제도 중요하다고 봤기 때문이다.
볼셰비키의 계획 경제 정책은 '생산수단 공동체'라는 개념을 만들었는데, 이는 작업지와 탁아소, 거주지를 최대한 가깝게 해놓는 것과 근로시간을 대폭 줄여 주 48시간 근로제로 바꾸는 등 상당히 진보적인 경제 정책이 포함되었다. 1910년대 유럽 노동자들의 평균 근로시간은 주 70시간이 훨씬 넘었는데, 이는 매우 파격적인 정책이었다. 또한 근로에 있어서 여성과 남성을 차별하지 않았고, 급여는 공평했다.
농업의 경우는 토지를 지주로부터 모두 몰수하여 농민들에게 무상분배하였고, 생산된 작물은 중앙당국에서 모두 걷은 다음, 공평하게 분배했다. 물론, 농민들은 생산한 작물들에 대해서 자유롭게 처분할 수 없었다. 이러한 사회주의 계획 경제는 체제 결속력을 유지하는 데에 큰 도움을 줬지만, 전반적으로 생산성이 떨어지는 경제 체제였다. 특히, 농업의 부실화는 소비에트 러시아 정부에서 큰 문제였다. 강대국, 제국주의자들로부터 원조를 받던 러시아 백군과 달리 소비에트 러시아 정부는 후원국, 후원단체가 없었다. 내전으로 인해 아사자가 속출하자, 레닌은 농업 생산성의 극대화를 목표로 1921년에 니콜라이 부하린과 경제 정책 초안을 만들어, 신경제정책을 발표했다.

#### 신경제정책 및 국가자본주의 시기(1921년 ~ 1928년)
1921년에 벌어진 대기근은 소비에트 러시아 정부에게 큰 충격을 주었다. 이에 따라 1921년 초기에 계획되고 말기부터 본격적으로 시행된 신경제정책은 경작지에서 나온 일부의 작물을 농민이 스스로 처분할 수 있도록 허용하였고, 국가 분배가 아닌 농업 시장을 장려하는 정책을 펼쳤다. 소비에트 러시아의 고질적인 문제였던 낮은 농업 생산력은 단번에 높여주었다. 신경제정책은 농업 정책에만 국한되어 시행된 정책은 아니었다. 그것은 기존 사회주의 계획 경제와는 다른 경영 시스템을 내포하고 있었다. 1917년 혁명 이후 소비에트 러시아에 기초적인 사회주의 경제 시스템이 도입되었을 때, 블라디미르 레닌은 마르크스주의 경제 운용 방식의 일종인 '노동자 자주 관리' 시스템을 도입했다. 하지만 이 당시 러시아 노동자들은 공동으로 경영체(생산수단)을 운영할 지식이 없었고, 그 결과는 처참했다. 1918년부터 블라디미르 레닌은 노동자 독재 시스템을 축소하고 중앙당에서 경영인을 파견하는, 자본주의적 경영 방식을 부활시켰다. 당시, 레프 트로츠키와 같은 극좌 그룹은 이에 대해 반대했었다. 이러한 반대로 인해 블라디미르 레닌은 트로츠키와 협의 끝에 고스플란이라는 경제 계획 중앙기구를 만들었으며, 이 기구는 신경제정책 시기 하에서 벌어지는 여러 경제 활동이 소비에트 지역을 자본주의화하는 것을 막기 위해 여러 임무를 수행했다.
하지만, 1918년에 저러한 파견경영인 위주의 경영 방식은 고착화되지 않았다. 오히려 아직도 당시 수많은 생산수단은 노동자들이 공동으로 운영하고 있었다. 신경제정책은 파견경영인이 생산수단을 경영하는 것에 대해 좀더 유화적인 입장으로 일관했으며, 시장 경제적 요소를 대거 도입하여 농업을 포함한 기타 소비재 상품의 거래가 활발하도록 만들었다. 이것은 즉, 혁명 이후 주를 차지했던 노동자 독재 경영 시스템의 종말을 의미했다. 1921년부터 1928년을 거쳐 노동자 독재 경영 시스템은 서서히 줄어들었다. 이 당시에 다시 부유층이 된 계급이나 경영인들을 '네프맨'이라고 불렀으며, 농업 생산물에 대한 자유로운 처분을 허용하자 곧바로 부농계급이 발생했다.
하지만 이러한 정책은 전시공산주의를 지지했던 볼셰비키 내 극좌파들에게 반대를 당했다. 블라디미르 레닌은 스스로 "국가자본주의 경제 체제는 공산주의 도달을 위해 필요한 과정이다."라고 주장했다. 러시아 경제사를 연구하는 경제학자들은 이러한 경제정책 끝에 러시아 내전을 비교적 안정적으로 승리할 수 있었다고 말한다.
1924년, 블라디미르 레닌 사후, 스탈린이 소련의 정권을 잡고 약 4년 간 신경제정책 기조는 유지되었다.

#### 소비에트 계획 경제 시기(1928년 ~ 1965년)
1928년까지 진행된 신경제정책은 사실 프롤레타리아 독재에서 행해야 할 경제 정책과는 다소 거리가 멀었다. 블라디미르 레닌도 또한 신경제정책을 내전 시기에 경제 안정화를 위한 임시수단으로 여겼을 뿐, 무산계급 독재 체제에서 장기적이고 보편적으로 행해질 수 있는 정치·경제 체제라고는 생각하진 않았다.
이오시프 스탈린은 1928년에 국민경제발전 5개년 계획을 발표했다. 그는 내전 상태에서 벗어나 약 4년 간 경제적 회복기를 거쳤던 소련은, 체제 내부의 안정성만을 찾았을 뿐, 제국주의자들의 경제 공격에는 버티기 어려운(외부의 공격을 뜻함) 상태임을 알고 있었던 것이다. 이는 그가 주장했던 일국사회주의의 정책 기조와는 맞는 것이었다. 내전에서 4년 간의 회복기를 거친 소련은 아직도 공업 생산력이 높지 못했으며, 기술력도 또한 없었다. 스탈린은 산업 발전 초기, 공업 생산력의 증대와 기술력의 발전은 철두철미한 계획 경제의 요소가 들어가야 실행될 수 있다고 보고 있었다.
이오시프 스탈린은 1928년에 신경제정책을 폐지했다. 그가 주장한 5개년 경제 계획안은 주로 경제의 집산화와 거대 중공업의 발전, 계획 경제 하에서 농업 생산력 안정화 등을 주요 내용으로 담았다.

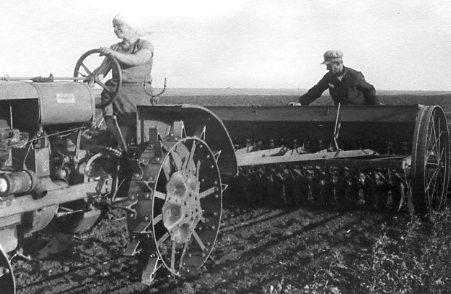
1938년 당시 소련의 집단농장

그는 이 중에서 농업의 집단화를 중시했다. 신경제정책은 '부농계급'을 부활시켰고, 이러한 부농계급이 고착화된다면, 소비에트 정부의 정당성이 무효화 됨에 더불어, 스탈린의 경제 계획안이 성공하기 어려웠기 때문이다. 또한 정부의 관리가 이뤄지지 않는 '자유 시장'의 규모는 커지고, 그만큼 소비에트 정부가 제어할 수 있는 선이 낮아진다. 소비에트 정부가 제어할 수 없는 경제 선들이 많아진다는 것은, 곧 경제 발전에 필요한 자재들의 소비와 공급을 통제하지 못한다는 것을 의미하며, 이것은 스탈린에 있어서 매우 해로운 상태에 해당했다. 특히 농업은 식량공급의 원천이며, 이것이 소비에트 정부의 통제 아래 없으면 안된다는 의지가 확고했다. 그는 모든 경영 활동이 중앙 경제 계획 당국에서 이루어지길 바랐고, 모든 경제 활동을 정부가 통제해야 한다고 봤다.
스탈린 정부는 경제를 집산화시키고 모든 자원 생산지를 국유화했다. 이는 직접 기간산업에도 예외가 없었다. 계획 경제로 도시화가 급진적으로 진행되자, 막 도시화가 된 곳은 노동력 부족 문제에 부딪혔다. 스탈린은 농업 종사자들을 강제로 도시에 이주시켰고, 그들을 공장의 생산 노동자로 변환시켰다.
그는 1930년대 초반에 들어서 농업 국유화도 매우 급진적으로 실행했는데, 이에 반발한 부농들은 자신들이 가진 모든 작물을 불태웠고, 자살을 기도하거나 도주를 시도했다. 작물이 불태워지고, 경작지가 내팽겨지자 소련의 농업 생산력은 매우 낮아지게 되었고 이는 1932년 대기근인 홀로도모르를 불러왔다. 이 당시 아사자는 약 200-300만 명에 달한다고 알려졌다.

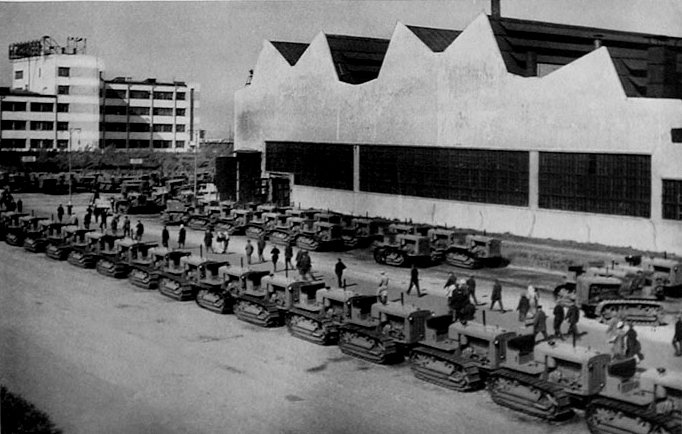
1930년대 소련의 트렉터 공장

1930년대 소비 정책으로는, 자국의 생산품의 소비를 장려했고, 수입품 억제와 함께 수출에 특화된 상품을 생산하는 공정을 대량 생산하여 수출 증대에 힘썼다. 스티하노프 운동을 통해서 개개인의 생산성을 중요시한 동시에 개개인의 사사로운 이해관계를 억압하고, 집단의 발전을 목표로 둔 상태에서 급진적인 국유화 산업투자를 통하여 거대한 경제지대를 형성했다.
하지만 수출을 경제의 목표로 둔 만큼 노동 계급의 생활 수준은 열악했던 것으로 보여진다. 또한 이 당시 급진적인 산업화로 인해 산업재해가 심하게 발생했으며, 이는 곧 정치적 반대파를 만드는 원인이 되었다. 스탈린 정부는 어떠한 공정에서 문제가 생겨 비판받을 때 파견경영인들에게 모든 탓을 돌리는 방식으로 정치 권력을 유지했다. 그러나, 이러한 그의 경제 정책은 큰 효과를 거두었다. 제철산업의 규모와 생산력은 1928년에 비해 약 5배, 경공업은 약 3배, 전력 시스템은 약 10배, 기타 화학공업의 규모는 5배가 늘어났다. 또한 국가 정책 위주로 사회간접자본에 투자를 많이 한 끝에 운송수단에 있어서 큰 발전을 이루었다.
1938년에는 경제 발전에 힘입어 2차 경제 계획안을 계획하지만, 독소 전쟁으로 인해 무산되었다. 2차 대전 당시 추축군은 소련 도시에 있던 공장 지역 수만, 수천곳과 농경작지를 파괴했지만 종전 이후 소련은 2년 안에 빠르게 전후복구를 마쳤다. 1947년에는 화폐 개혁을 실시했다. 스탈린 사망 이후 권력 투쟁으로 권력에 오른 흐루쇼프는 스탈린 시대에 행해졌던 일부 계획 경제 시스템을 수정했는데, 제일 크게 평가받는 것이 중공업 생산 위주에서 경공업 생산 위주로 바꾸려는 시도를 했다는 점이다. 동시에 1955년부터 생산수단 지대에서 노동자들의 경영 운영 권리를 증대시켰으며, 동시에 파견경영인의 의사결정권도 강화했다. 이 시기에 소련 국민의 생활 수준은 상승했다. 특히, 1930년대부터 본격적으로 진행된 도시화로 인해 도시에 고질적으로 주거가 부족했던 점을 흐루숍카로 해결했는데, 주택보급률이 1955년에서 1964년까지 약 40%가 증가했으며, 그 면적 또한 2.3배가 증가했다. 하지만 경공업 위주의 생산 방식을 전면에 내놓는 것은 1955년 소련 정치국위원회에서 통과되지 못했으므로, 근본적인 개혁은 진행되지 못했다. 고부가가치 산업을 활성화시켜서 경제 성장에 몰두하기보단 소비재, 경공업을 발전시켜 대중 계층의 삶을 안정화시키려고 노력했다. 스탈린 시대 당시에는 경제 성장률이 급상승했지만, 그만큼 노동자들의 삶 수준은 올라가지 않았기 때문이다. 경공업을 우대하는 정책을 일부 펼쳤으나, 중공업에 대한 투자는 줄지 않았기 때문에, 1964년은 1955년에 비해 중공업 부문 생산량이 85% 정도 증가했다.

#### 코시긴 개혁 및 브레즈네프 시기(1965년 ~ 1986년)

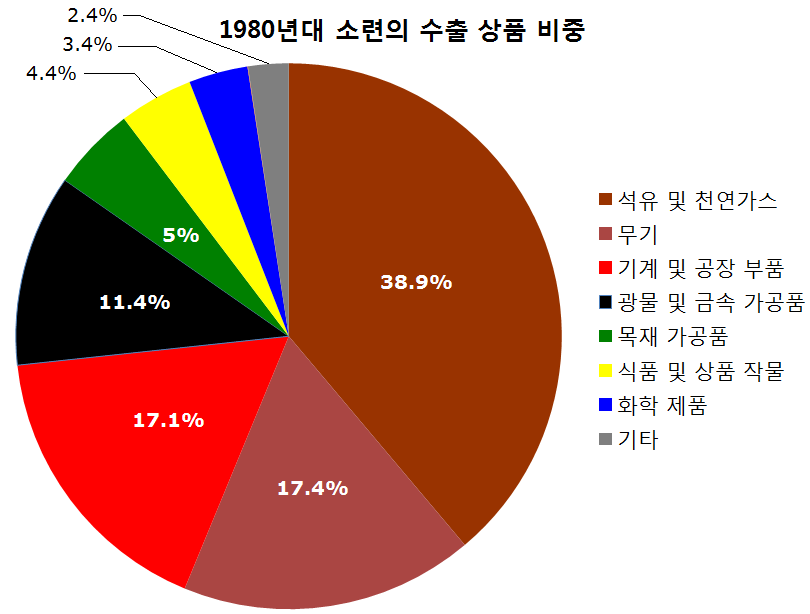
1980년대 소련의 수출 비중

1960년대 초중반에 들어서 소련의 경제 성장률은 점점 낮아졌다. 니키타 흐루쇼프 시기에는 이 문제가 소련 내에서 공론화 될 정도로 문제시되지는 않았지만, 경제 전문가들에겐 큰 문제로 인식되고 있었다. 이 기존의 소비에트 계획 경제의 문제점을 지적한 대표적인 전문가가 바로 1964년부터 1980년까지 소련 총리를 지낸 알렉세이 코시긴이었다. 그는 1965년에 '1965년 소련 경제 개혁안'을 발표했는데 주 내용은 기업 내 문제에 대해 수지대응을 경영인이 쉽게 할 수 있도록 기업체의 독립채산권을 인정하는 것, 상품 공급량 증대, 노동 동기유발 방법론에 대한 다양화 등이었다.
특히 기업 독립채산제의 시행은 사회주의 계획경제에서 폭넓은 반향을 불러일으켰다. 비록 불완전하고 사회주의적인 독립채산제지만, 경제 계획을 중앙당국이 아닌 생산수단 내의 경영인에게 모두 맡긴다는 것은 그만큼 당의 영향력이 약해질 것이라고 봤던 것이다. 알렉세이 코시긴 총리는 과거 1920년대에서 1930년대처럼 경제 규모가 낮았던 상태에서는 집산주의 경제 정책이 잘 발휘될 수 있으나, 어느정도 규모가 커진 경제 상태에서 집산주의 경제 정책은 관료적 비효율성을 보인다고 지적했다. 그는 생산수단이 경제 계획을 담당하는 중앙당국에 보고되는 시간부터, 특정 생산수단이 어느 방향으로 생산방향을 바꿔야 할 지에 대해 결정되는 모든 과정까지 관료적 비효율화가 들어가지 않은 게 없다며 비판했다.
코시긴의 정책은 시행된 초기에만 소련의 경제성장률을 약 1% 정도 상승시킨 것에 그쳤다. 그가 시행한 독립채산제 정책으로 계획 경제 특유의 비효율성은 감소했지만, 자본주의적 지령 경제 특유의 비효율성이 새로 생기게 되었다. 코시긴 개혁 이후 소비에트 정부는 기업 파견경영인들의 사업이 수익성이 있는 지 검토하고 그에 비례한 산업지원금을 지급했지만, 생산수단의 파견경영인들은 사적 이익을 위해서 자신이 관리하는 생산 수단에 관련된 사업의 수익성을 거짓으로 올려서 보고했고, 결과적으로 소비에트 정부는 수익성이 없는 사업에 높은 수준의 산업보조금을 지급했다. 또한 경영인의 지위가 높아져서 사회주의 국가임에도 노동 착취에 제대로 된 대처를 하기 어려운 상태에 놓이게 되었다. 물론 소련은 여전히 소비에트 사회주의 특유의 국유화 경제 틀은 유지하고 있었기 때문에 완전히 자본주의 국가로 변했다고 할 수는 없다는 것이 정설이나, 하지만 앞서 언급된 문제는 오히려 소련 경제 성장률을 저해하는 결과를 보였다. 정책이 시행된 후 1966년에서 1970년까지의 GDP 성장률은 7.7%, 1971년에서 1975년까지의 성장률은 5.7%, 1975년에서 1979년 사이는 4.4%로 지속적으로 내려갔다.
생산력도 같은 수준이었다. 1960년의 총 수출 계수를 100이라고 했을 때, 정책이 완전히 시행되기 전인 1965년에는 총 수출 계수가 148, 본격적으로 시행된 지 오래인 1970년에는 163으로 올라갔지만, 1975년에는 오히려 137, 1979년에는 116으로 낮아졌으며, 고정생산자산도 오히려 낮아졌다. 하지만 동시에 실업률 해결은 큰 성과를 보였다.

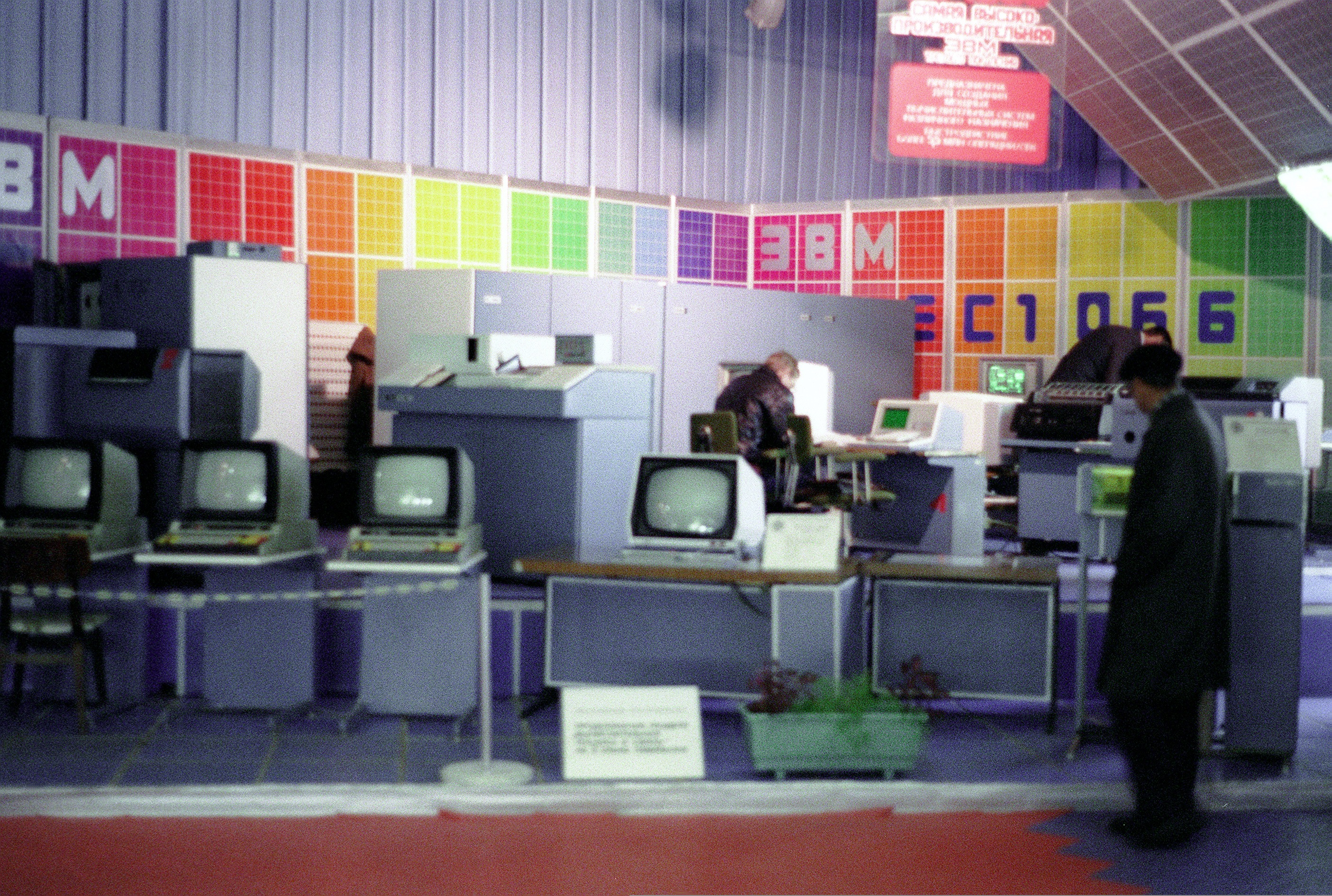
1985년 소련의 전자상품가게

레오니트 브레즈네프는 중동에 경제적 영향력을 행사하기 위해서 1979년부터 아프가니스탄을 침공했지만, 예상 외의 장기전을 맞이했는데 이것은 소련 경제에 크나큰 악재를 가져왔다. 이미 아프가니스탄 침공 이전부터, 냉전 구도에서 전쟁 억지력을 갖추기 위해 소련은 1970년대 중후반부터 GDP의 약 12%를 군비에 투자했으며, 흐루쇼프의 국방 정책이었던 '비대칭무기 증대'를 폐기하고 T-72, BTR-70, MiG-25-7 등의 재래식 무기의 생산량을 대폭 늘리고, 병력의 총원을 지속적으로 늘렸다. 브레즈네프 시기에는 이렇다 할 경제 정책을 보여주지 못했으며, 경제 성장 동력은 지속적으로 떨어지고 있는 시기였다. 그러나 전반적으로 안정적인 생산, 그리고 소비 활동, 소련의 특유의 복지 체제로 인해서 소련 국민들은 별 다른 문제점을 느낄 수 없었으며, 이러한 분위기에 휩쓸린 소련 공산당 또한 개혁 의지를 상실한 상태였다.
몇몇 경제학자는 1970년대부터 시작된 경제 위기를 코시긴 개혁 때문이라고 주장한다. 소련의 경제 인프라는 1960년대 중반에 확실히 완성되었는데, 인프라가 완성된 경제 하에서는 그 전에 인프라를 구축하던 시기의 경제 성장률을 능가할 수 없다는 게 일반적인 경제학 상식이다. 그러나 코시긴은 이러한 문제를 공통적인 문제점으로 보지 않았고, 제도의 문제라고 보았기 때문에, 무리하게 사회주의 경제 정책을 훼손했다는 것이다. 실제로 경제의 인프라가 해당 국가의 특성에 맞게 정비되었다는 것을 확인하는 길은 2차와 3차 산업 노동인력의 움직임이 몇년 간 지속적으로 큰 차이가 없고, 1차 산업의 노동인력이 적어질 때 알 수 있는데, 1965년 당시 1차 산업 종사자의 비율은 전체 노동자의 31%, 2차 산업의 경우는 44%, 3차 산업의 경우는 25%였다. 이것이 1970년에는 1차 산업은 25%, 2차 산업은 46%, 3차 산업은 29%로 변하는데, 차이가 크지 않다. 하지만 인프라가 완전히 구축되기 전인 1930년대에서 1940년대 사이에는 1차 산업에 종사하는 노동자의 비율이 50% 이상을 차지했으므로, 그 차이가 높았다. 2차 산업과 3차 산업 종사자의 증가는 곧 경제 인프라의 완성을 의미하며, 코시긴을 비판하는 학자들은 그가 사회주의 체제에 시장 경제적 요소를 가져오는 것이 아니라 사회주의 계획 경제를 비교적 쉽게 관리할 수 있는 수준높은 경제-기술 제도를 만들어야 했다고 주장한다. 하지만 사회주의 경제 특성상의 문제라고 보는 학자들도 존재한다.

#### 페레스트로이카 시기(1986년 ~ 1989년)
1982년에 브레즈네프가 사망한 이후에 취임한 유리 안드로포프나 체르넨코같은 후임 서기장들은 각각 약 1년의 임기만 채운 뒤 병으로 사망했기 때문에 소련 공산당은 1985년에 개혁파에 속했던 미하일 고르바초프를 당의 서기장으로 앉혔다. 1986년에 있던 체르노빌 원자력 발전소 사고는 정치 지도층 뿐만이 아니라 소련 국민들에게도 관료주의 개혁의 필요성을 확인시켜주는 중대한 사건이었다. 그는 관료적 비효율성을 완화시키기 위해서 1985년 4월부터 페레스트로이카 정책을 계획하고 1987년부터 본격적으로 실행했다. 1986년 초기에는 국유기업이 아닌 '민간개별기업'의 구성을 일부 허용했다. 하지만 이 정책은 1986년부터 시작된 국제유가 하락을 이기기엔 역부족이었다. 소련 경제에 있어서 개혁적인 성향을 보였던 고르바초프는 소련 사회에서 '개혁'과 동의어로 보였던 '자본주의' 또는 '자유주의' 정책을 하나씩 실행해나갔다. 미하일 고르바초프를 추천한 리가초프의 경우는 미하일 고르바초프가 옐친과 달리 급진적인 정책을 쓰지 않을 거라고 믿었지만 고르바초프는 사회주의 체제 하에서 제공받는 사회적 배당, 사회주의적 복지 체계를 바꾸지는 않을뿐, 사적 소유권을 인정하는 법안을 통과시키고 국유기업이 아닌 개별기업이 창출한 이익을 국가가 대부분을 소유하는 것이 아닌, 흔히, 자본주의 제도 하에서 존재하는 '법인세'의 개념을 도입, 동시에 세금 정책 구도를 자본주의 국가와 거의 비슷하게 바꾸었다.
1987년 1월 1일부턴 1965년 당시의 독립채산제 시행에 비해 훨씬 급진적인 독립채산제를 실시했다. 경공업, 자동차공업, 기계공업 등 6개 부(部)의 산하 국유기업들 그리고 콜호스에 독립채산제가 실시된 것이다. 이와 더불어, 사회적 임금을 대폭 줄이는 한편, 직접 임금 개혁을 단행하여 노동자의 임금을 25%, 관리자의 임금을 30% 인상했다. 또한 합작기업법을 공포해 외국과의 합작 투자를 허용했다. 이어서 같은 해 5월부터는 소비재 가내 생산과 자동차 수리업 및 주택 수리업, 그리고 가구 제조업 등을 포함한 29개의 업종에 대해 경영, 법인자유화를 전면 선언했다.
이러한 개혁에 대해서 러시아 경제사를 연구하는 학자들에 의해 "고르바초프는 소련을 서구식 사회민주주의로 개혁하려고 했다."고 평가된다. 거래자유화, 경영자유화 정책을 펼쳤지만, 이 당시에는 아직 국유화되어있는 경제 집단(은행, 분배위원회, 지역소비에트, 중앙 경제 계획기구)이 더 많았기 때문이다. 이러한 것들을 남겨둔 결과로 소련은 아직 사회주의 국가로 평가받고 있었으며, 경제·사회적 안전망이 해체되지 않은 상태였다. 이에 이어서 고르바초프는 소련 경제의 무역을 담당하던 중앙당국 기관을 폐지했으며, 소련 내 기업 문제를 관리·감독하던 계획 경제 기구들의 역할도 대거 축소했다. 이러한 리가초프는 이러한 급진적인 정책 기조에 대해 유감을 표시했고, 당 내에서 보수파를 자처했다.
미하일 고르바초프의 급진적인 정책은 1986년 후반과 1987년의 6분기 경제 성장률을 끌어올리는 데에 성공했지만, 이후부터 다시 문제가 확산되기 시작했다. 1987년에는 국가기업법을 새로 만들어서 기업의 독자적인 가격 결정을 허용했으나, 급진적인 자본주의 정책으로 인해서 빈부격차 문제가 생겼을 뿐만이 아니라, 정경유착 문제가 불거지기 시작했다. 기업의 사적소유권을 인정해주면서, 정치 권력 일부와 기업의 경영인이 서로 밀접한 관계를 맺는 것은 자본주의 시스템이 발전하지 못한 소련 경제에 있어서 매우 당연한 문제였다. 게다가 자본주의 강대국들과의 무역 자유화는 오히려 자본주의 강대국들의 산업권에 소련 경제를 맡기는 상태가 되었다. 평균 2% ~ 3%의 경제 성장률을 보여줬던 1986년과 1987년에 비해, 1988년 ~ 1989년에 들어서는 약 1% ~ 2%의 경제 성장률을 보이게 되었다. 동시에 고르바초프가 실시한 금주령으로 인해 포도주 산업과 포도 생산산업에 큰 문제가 생기기 시작했다.

#### 자본주의 시장 경제 전환 시기(1989년 ~ 1991년)
또한 국가기업법으로 인해서 투자 자유도가 높아지고, 경영 자유화가 가속화되자, 고르바초프 정부는 자금 흐름 및 창출에 유동성을 더하기 위해서 대량의 통화를 풀었다. 하지만, 이는 극심한 인플레를 가져왔으며, 오히려 증가한 통화량에 비해서 투자율, 기업자금유동성이 증가하지 않았다. 따라서 유동성 함정으로 인한 사중손실 문제가 발생했다. 이러한 상황에도 불구하고 1989년 3월 최고소비에트 대의원 선거에서 자본주의로의 개혁을 주장하는 급진파가 다수파를 차지하였고, 당내 중앙위원회의 의견도 이와 별반 다르지 않았다. 이에 따라 자본주의 정책은 더욱 심화되었다. 공적 소유를 완전히 폐지하지는 않았지만, 대부분의 사적 소유를 허용해줬기 때문에 소련 사회엔 그 동안 볼 수 없었던 양극화가 뿌리내렸으며, 심지어 실업률이 1%대로 올라갔다. 동시에 다당제를 허용하고 '글라스노스트'라는 개방 정책을 실행함으로 정치적 혼란에 대응하기 어려운 기조로 바뀌었고, 이러한 정치적 혼란은 반공주의 또는 분리주의 성향의 시위대가 지역 노동자와 파업을 실행하는 것을 쉽게 만드는 등, 신-경영인의 생산수단(또는 기업체) 내 권한이 강력해진 동시에 사적 소유가 일부 허용됨에 따라, 지역 소비에트에 포함된 노동자들이 생산수단의 운영 방향에 참가할 수 있는 권한이 사실상 사라지면서, 이로 인한 불만으로도 파업이 생기게 되었다.
오랫동안 페레스트로이카가 소련의 경제를 개혁한 결과로 1990년에 올리가르히(페레스트로이카 기간에 발생한 독점자본계급)라는 새로운 계급이 나타났다. 실제로 1990년 9월, 모스크바 대학 경제학과 교수였던 스타니슬라브 샤탈린의 제안에 따라 '샤탈린의 500일 계획' 이라는 아주 급진적인 시장 자율화 정책을 실시했다. (모든 국유자산의 민영화, 국영기업의 민영화, 의료, 교육, 복지 등의 민영화, 서방 소비재 대량 수입) 심지어, 1990년부터는 모스크바에서는 노숙자가 발견되기도 했는데, 노숙자, 실업자는 자본주의 국가에서만 나온다는 생각을 가졌던 당시 소련인들에게 충격을 주었다. 1989년 중후반부터 소비에트주의의 틀이 파괴되면서, 밀거래와 불법거래 등을 소련 정부가 제대로 제어할 수 없는 상황에 이렀다. 파업과, 정치적 혼란, 정경유착, 비윤리적인 경제 활동의 갑작스러운 증가는 소련 경제에 큰 악영향을 주었다. 소련 생산품은 1940년대에서 1988년까지 세계 시장 점유율이 약 20%였지만, 1989년에는 4분의 3 수준인 13%에 그쳤다. 1990년 당시의 GDP 성장률은 0.2%를 기록함으로 저성장을 보였다. 1991년에는 정치적 혼란이 극에 달함으로 경제도 사실상 마비되었다. 소련 경제에 있어서 재정 건전성은 강력한 무기로 떠올랐으나, 1991년 여러 분기에 걸쳐, 재정 적자를 겪어야했다. 페레스트로이카가 급진적으로 진행되기 이전에는 소비에트 정부가 일정 기간에 발생한 수익을 모두 소유하고 그것을 적당하게 분배했기 때문에 재정 적자를 면할 수 있었지만, 경영인의 사적 소유권을 일부 인정하면서, 수익으로 인해 생긴 자본을 정부가 제어할 수 없는 지경에 이르렀기 때문이다. 복리증진 사업에 관해서 투자의지가 전혀 없는 법인에게 수익이 몰리게 된 구조는, 정부 주도의 복지(마르크스주의적 복지)가 진행되었던 소련에게는 큰 치명타가 되었다. 이로 인해 정부에서 제공한 무상의료, 무상교육, 무상주거, 지역공동체 활동지원금 등은 모두 적자를 맞았으며, 특히 의료의 경우는 적자가 심해서 의료물품 배급이 제대로 진행되지 않았기 때문에 의료 서비스의 질을 떨어뜨렸다. 이렇듯, 소련의 자본주의 개혁으로 인한 경제 위기는 이러한 사회적 안전망이 제대로 작동하지 못하는 결과를 가져왔다.

## 같이 보기
- 소련의 제2경제
- 러시아의 경제
- 코시긴 개혁
- 동구권 경제
- 소련의 국민경제 5개년 계획
- 소련 국가계획위원회
- 국가자본주의
- 국가사회주의

## 참고 자료
- Allen, Robert C. (2003). Farm to Factory: A Reinterpretation of the Soviet Industrial Revolution. Princeton, NJ: Princeton University Press.
- Bradley, Mark Philip (2010). "Decolonization, the global South, and the Cold War, 1919–1962". In Melvyn P. Leffler and Odd Arne Westad, eds., The Cambridge History of the Cold War, Volume 1: Origins (pp. 464–485). Cambridge: Cambridge University Press. ISBN 978-0-521-83719-4.
- Daniels, Robert Vince (1993). The End of the Communist Revolution. London: Routledge.
- Davies, R.W. (1998). Soviet Economic Development from Lenin to Khrushchev. Cambridge: Cambridge University Press.
- Davies, R. W. ed. From Tsarism to the New Economic Policy: Continuity and Change in the Economy of the USSR (London, 1990)
- Davies, R. W. ed. The Economic Transformation of the Soviet Union, 1913–1945 (Cambridge, 1994)
- Goldman, Marshall (1991). What Went Wrong With Perestroika. New York: W. W. Norton.
- Goldman, Marshall (1994). Lost Opportunity: Why Economic Reforms in Russia Have Not Worked. New York: W. W. Norton.
- Gregory, Paul; Stuart, Robert (2001). Soviet and Post Soviet Economic Structure and Performance (7th ed.). Boston: Addison Wesley.
- Harrison, Mark (1996). Accounting for War: Soviet Production, Employment, and the Defense Burden, 1940–1945. Cambridge: Cambridge University Press.
- Harrison, Mark. "The Soviet Union after 1945: Economic Recovery and Political Repression," Past & Present (2011 Supplement 6) Vol. 210 Issue suppl_6, p103-120.
- Moss, Walter Gerald (2004). A History Of Russia, Volume 2: Since 1855 (2nd ed.). London: Anthem Press.
- Kennedy, Paul. The Rise and Fall of the Great Powers (New York: Random House, 1987).
- Peck, James (2006). Washington's China: The National Security World, the Cold War, and the Origins of Globalism. Amherst, MA: University of Massachusetts Press.
- Pravda, Alex (2010). "The collapse of the Soviet Union, 1990–1991". In Leffler, Melvyn P.; Westad, Odd Arne. The Cambridge History of the Cold War, Volume 3: Findings. Cambridge: Cambridge University Press. pp. 356–377.
- Rutland, Robert (1985). The Myth of the Plan: Lessons of Soviet Planning Experience. London: Hutchinson.
- Сергей Кара-Мурза(2004). Советская цивилизация. От начала до Великой Победы. ISBN 5-699-07590-9.
- Сергей Кара-Мурза(2004). Советская цивилизация. От Великой Победы до наших дней. ISBN 5-699-07591-7.